# Bread
Bread foi uma banda norte-americana de rock, formada em 1968, em Los Angeles, na Califórnia, tendo sido bastante popular no início da década de 1970.

## História
O Bread foi formado originalmente em 1961, a partir do encontro entre David Gates e Jimmy Griffin. Acrescidos da presença de Robb Royer, o grupo começou a tocar nos bares de Los Angeles, foi contratado pela gravadora Warner/Elektra - inicialmente apenas para ser uma banda de estúdio. O baterista Mike Botts se juntou a eles em seguida.
O primeiro single da banda, "Make It with You", alcançou o primeiro lugar da parada norte-americana da Billboard, em 1970. O sucesso inesperado com o álbum "Bread", de 1969, fez com que a banda começasse a realizar apresentações ao vivo pelos Estados Unidos.
O soft-rock de fácil assimilação conquistou as paradas norte-americanas, com destaque para "If", "Everything I Own", "Baby I'm-A Want You", "Guitar Man, "Diary" e "Aubrey". Ao mesmo tempo, criou-se um conflituoso choque de egos entre seus componentes Gates e Griffin. A banda iria acabar em 1973.
Três anos mais tarde, reencontraram-se para lançar um último trabalho, "Lost Without Your Love", muito bem recebido pela crítica e público.

## Discografia
| Ano  | Título                          | Selo          |
| 1969 | Bread                           | Elektra       |
| 1970 | On the Waters                   | Elektra       |
| 1971 | Manna                           | Elektra       |
| 1972 | Baby I'm-a Want You             | Elektra       |
| 1972 | Guitar Man                      | Elektra       |
| 1973 | The Best of Bread               | Elektra       |
| 1974 | The Best of Bread, Vol. II      | Elektra       |
| 1977 | Lost Without Your Love          | Elektra       |
| 1982 | The Sound of Bread              | K-tel         |
| 1985 | Anthology of Bread              | Elektra       |
| 1996 | Retrospective                   | Elektra       |
| 2002 | Make It With You and Other Hits | Flashback     |
| 2006 | The Definitive Collection       | Elektra/Rhino |

### Singles
| Date               | Title                    | US | UK | AUS | CAN | Miscellaneous |  |
| ------------------ | ------------------------ | -- | -- | --- | --- | --- |  |
| July, 1969         | Dismal Day               | -  | -  | -   | -   | Debut single. Did not chart. |  |
| October, 1969      | Could I                  | -  | -  | -   | -   | A Griffin/Royer composition; only Bread A-side not written by David Gates. Did not chart.                                            |  |
| June 13, 1970      | "Make It with You"       | 1  | 5  | 7   | 2   | Certified Gold |  |
| September 26, 1970 | "It Don't Matter to Me"  | 10 | -  | 29  | 6   | New 1970 version, different from 1969 album cut.                                                                                     |  |
| January 2, 1971    | "Let Your Love Go"       | 28 | -  | 34  |     | |  |
| March 27, 1971     | "If"                     | 4  | -  | 41  | 6   | Hit No. 1 on the Billboard Easy Listening chart in its original form and in the UK in 1975 when covered by Telly Savalas.            |  |
| July 17, 1971      | "Mother Freedom"         | 37 | -  | -   |     | |  |
| October 23, 1971   | "Baby I'm-a Want You"    | 3  | 14 | 8   | 5   | Hit No. 1 on the Billboard Easy Listening chart. It was also Certified Gold.                                                         |  |
| January 29, 1972   | "Everything I Own"       | 5  | 32 | 12  | 5   | #1 in the UK when recorded by Ken Boothe in 1974, #93 when recorded by Crystal Gayle in 1983, and No. 1 when recorded by Boy George. |  |
| April 22, 1972     | "Diary"                  | 15 | -  | 26  | 12  | |  |
| July 29, 1972      | "The Guitar Man"         | 11 | 16 | 22  | 6   | Hit No. 1 on the Billboard Easy Listening chart in its original form                                                                 |  |
| November 11, 1972  | "Sweet Surrender"        | 15 | -  | 67  | 4   | Hit No. 1 in the Easy Listening (Adult Contemporary) chart of January 6, 1973.                                                       |  |
| February 3, 1973   | "Aubrey"                 | 15 | -  | -   | 41  | |  |
| November 27, 1976  | "Lost Without Your Love" | 9  | 27 | 19  | 8   | |  |
| April 16, 1977     | "Hooked On You"          | 60 | -  | -   |     | |  |

## Principais canções
| Lançamento        | Nome                     | Billboard |
| Julho de 1970     | "Make It With You"       | #1        |
| Outubro de 1970   | "It Don't Matter to Me"  | #10       |
| Janeiro de 1971   | "Let Your Love Go"       | #28       |
| Abril de 1971     | "If"                     | #4        |
| Agosto de 1971    | "Mother Freedom"         | #37       |
| Novembro de 1971  | "Baby I'm-a Want You"    | #3        |
| Fevereiro de 1972 | "Everything I Own"       | #5        |
| Maio de 1972      | "Diary"                  | #15       |
| Agosto de 1972    | "The Guitar Man"         | #11       |
| Novembro de 1972  | "Sweet Surrender"        | #15       |
| Fevereiro de 1973 | "Aubrey"                 | #15       |
| Dezembro de 1976  | "Lost Without Your Love" | #9        |

- Data que indica o mês e o ano em que entraram no Top 40 da Billboard.